# Ehemaliger katholischer Friedhof (Gürzenich)

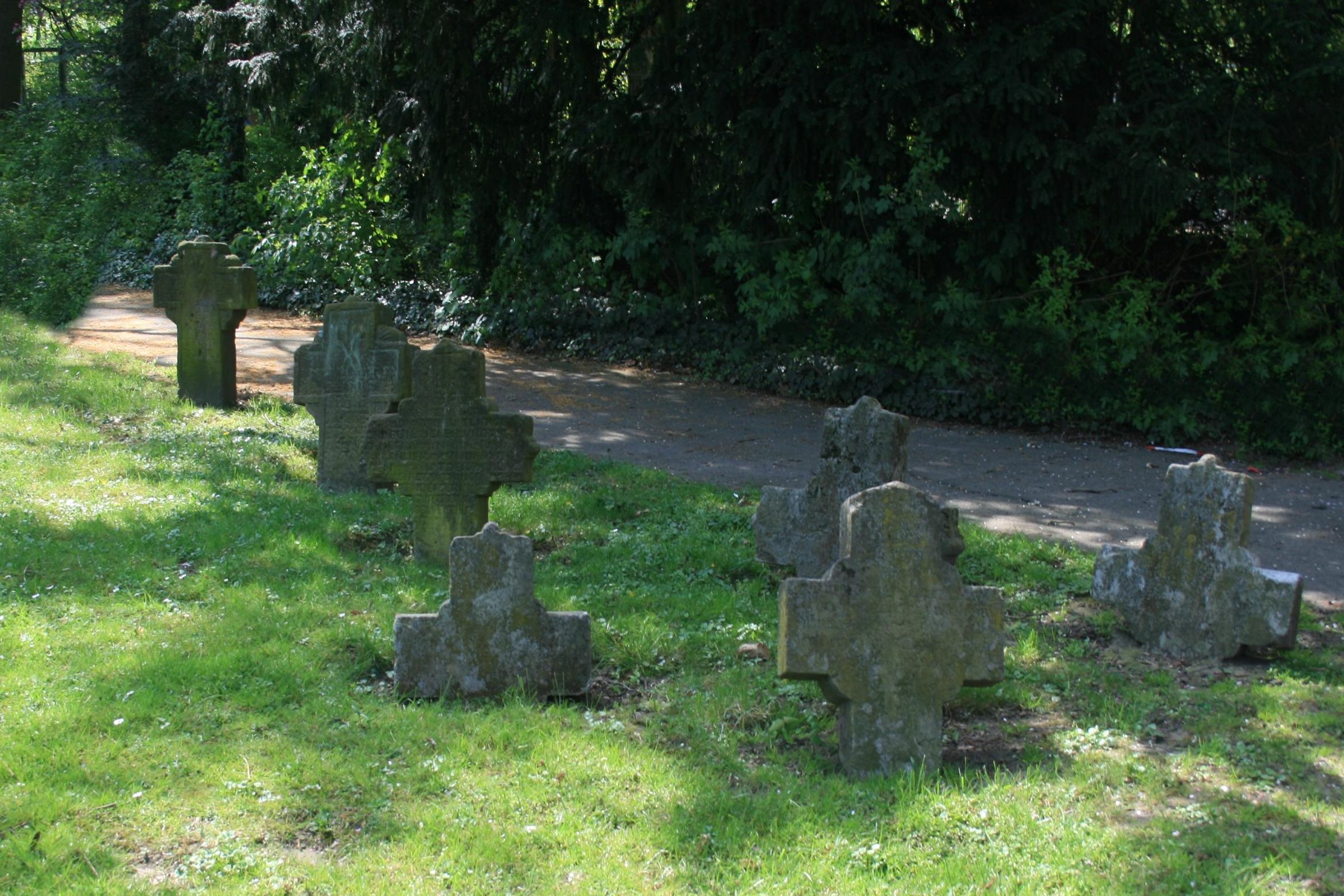

Der ehemalige katholische Friedhof befindet sich im Dürener Stadtteil Gürzenich in Nordrhein-Westfalen in der Straße An St. Johannes.
In der Friedhofsmauer befindet sich ein rundbogiges Sandsteintor mit der inschriftlichen Datierung 1699. Die Friedhofsanlage erfolgte in Nachbarschaft zur ehemaligen Pfarrkirche Gürzenich. Dort sind Grabkreuze aus dem 17. und 18. Jahrhundert zu sehen. Auf dem Friedhof befinden sich auch die Grabplatten der Herren von Schellart aus dem 16. und 17. Jahrhundert sowie eine Grabplastik, die von Ludwig Schwanthaler geschaffen wurde. Sie steht auf dem Grab von Otto Schillings († 1845). Es handelt sich um eine weibliche Statue in antiker Gewandung als Personifikation von Trauer. Die Figur besteht aus Marmor und ist etwa 180 cm groß.
Der Friedhof wird jetzt als Grünanlage genutzt.
Die Anlage ist unter Nr. 6/014 in die Denkmalliste der Stadt Düren eingetragen.